# Diocesi di Camaçari
La diocesi di Camaçari (in latino: Dioecesis Camassariensis) è una sede della Chiesa cattolica in Brasile suffraganea dell'arcidiocesi di San Salvador di Bahia. Nel 2021 contava 481.774 battezzati su 697.000 abitanti. È retta dal vescovo Dirceu de Oliveira Medeiros.

## Territorio
La diocesi comprende 8 comuni dello stato brasiliano di Bahia: Camaçari, Candeias, Dias d'Ávila, Madre de Deus, São Francisco do Conde, São Sebastião do Passé, Simões Filho e Terra Nova.
Sede vescovile è la città di Camaçari, dove si trova la cattedrale di San Tommaso da Canterbury.
Il territorio si estende su 2.382 km² ed è suddiviso in 25 parrocchie.

## Storia
La diocesi è stata eretta il 15 dicembre 2010 con la bolla Ad spirituale bonum di papa Benedetto XVI, ricavandone il territorio dall'arcidiocesi di San Salvador di Bahia.

## Cronotassi dei vescovi
Si omettono i periodi di sede vacante non superiori ai 2 anni o non storicamente accertati.
- Giancarlo Petrini (15 dicembre 2010 - 27 ottobre 2021 ritirato)
- Dirceu de Oliveira Medeiros, dal 27 ottobre 2021

## Statistiche
La diocesi nel 2021 su una popolazione di 697.000 persone contava 481.774 battezzati, corrispondenti al 69,1% del totale.
| anno | popolazione | popolazione | popolazione | presbiteri | presbiteri | presbiteri | presbiteri                | diaconi | religiosi | religiosi | parrocchie |
| anno | battezzati  | totale      | %           | numero     | secolari   | regolari   | battezzati per presbitero | diaconi | uomini    | donne     | parrocchie |
| ---- | ----------- | ----------- | ----------- | ---------- | ---------- | ---------- | ------------------------- | ------- | --------- | --------- | ---------- |
| 2010 | 481.523     | 708.122     | 68,0        | 20         | ?          | ?          | 24.076                    |         | 8         | 47        | 16         |
| 2013 | 445.000     | 654.000     | 68,0        | 35         | 30         | 5          | 12.714                    | 14      | 6         | 41        | 19         |
| 2016 | 457.000     | 670.000     | 68,2        | 26         | 25         | 1          | 17.576                    | 21      | 2         | 29        | 19         |
| 2019 | 468.000     | 686.165     | 68,2        | 38         | 32         | 6          | 12.315                    | 18      | 7         | 20        | 19         |
| 2021 | 481.774     | 697.000     | 69,1        | 37         | 30         | 7          | 13.020                    | 27      | 12        | 28        | 25         |